# Přechodná tiková porucha
Přechodná tiková porucha (transient tic disorder) je neurologicko-psychiatrické onemocnění, které postihuje až 28 % školáků. Aby mohla být porucha diagnostikována, dítě musí mít tiky každý den a musí trvat déle než čtyři týdny, ale méně než jeden rok. Potom obvykle sama zmizí. K tikům nedochází ve spánku. Zhoršení stavu (větší nutkavost k tikům) může způsobit stres. Tiky se dají vůlí zadržet, např. ve škole, nebo v divadle, ale potom ihned dochází k intenzivnímu vybití nashromážděných tiků (tzv. rebound fenomén), po čemž nastává u postiženého vnitřní uvolnění.
Pokud nezmizí aspoň do jednoho roku, jedná se už o závažnější tikové poruchy, jako je chronická motorická/vokální tiková porucha (tiky trvají i řadu měsíců a jsou velmi nestabilní) nebo nejznámější a nejzávažnější forma tikové poruchy, tzv. kombinovaná vokální a mnohočetná tiková porucha, neboli Touretteův syndrom – tyto tiky mohou přetrvávat celý život, i když v určitém stádiu se zmírní a tak jsou stabilní.

## Druhy tiků
Zvukové:
- Sténání
- Pískání
- Frkání
- Popotahování
- Louskání prsty
- Ječení
- Houkání
- Syčení
- Kašlání

Pohybové:
- Mrkání
- Zatínání pěsti
- Kroucení ramen
- Valení očí
- Svírání víček
- Škuby hlavou či končetinami
- Vyplazování jazyka
- Cenění a skřípaní zubů
- Kroucení a otevírání úst
- Stahy svalů

## Sociální problémy s tiky
Postižený rozhodně nedělá záškuby schválně. Trestat ho za projevy nemoci, nebo se jich dokonce snažit odnaučit, je nevhodné. Nemocný člověk potřebuje podporu, ne slýchávat posměšky či dokonce vulgární poznámky na jeho onemocnění. Vzhledem k tomu, že ve většině případů postižených se jedná o děti a mladé dospělé, mohou pacienti kvůli svým tikům trpět pocity méněcennosti, depresemi nebo jinými sociálními fóbiemi. Rodiče dětí s přechodnou tikovou poruchou hrají tak důležitou roli v péči o psychickou pohodu jejich potomka, zejména co se týče poskytování emocionální podpory. Přesto se nemocní jakoukoli tikovou poruchou většinou stávají častým terčem šikany, zejména od dětí a lidí nevzdělaných v této problematice.